# Prutz

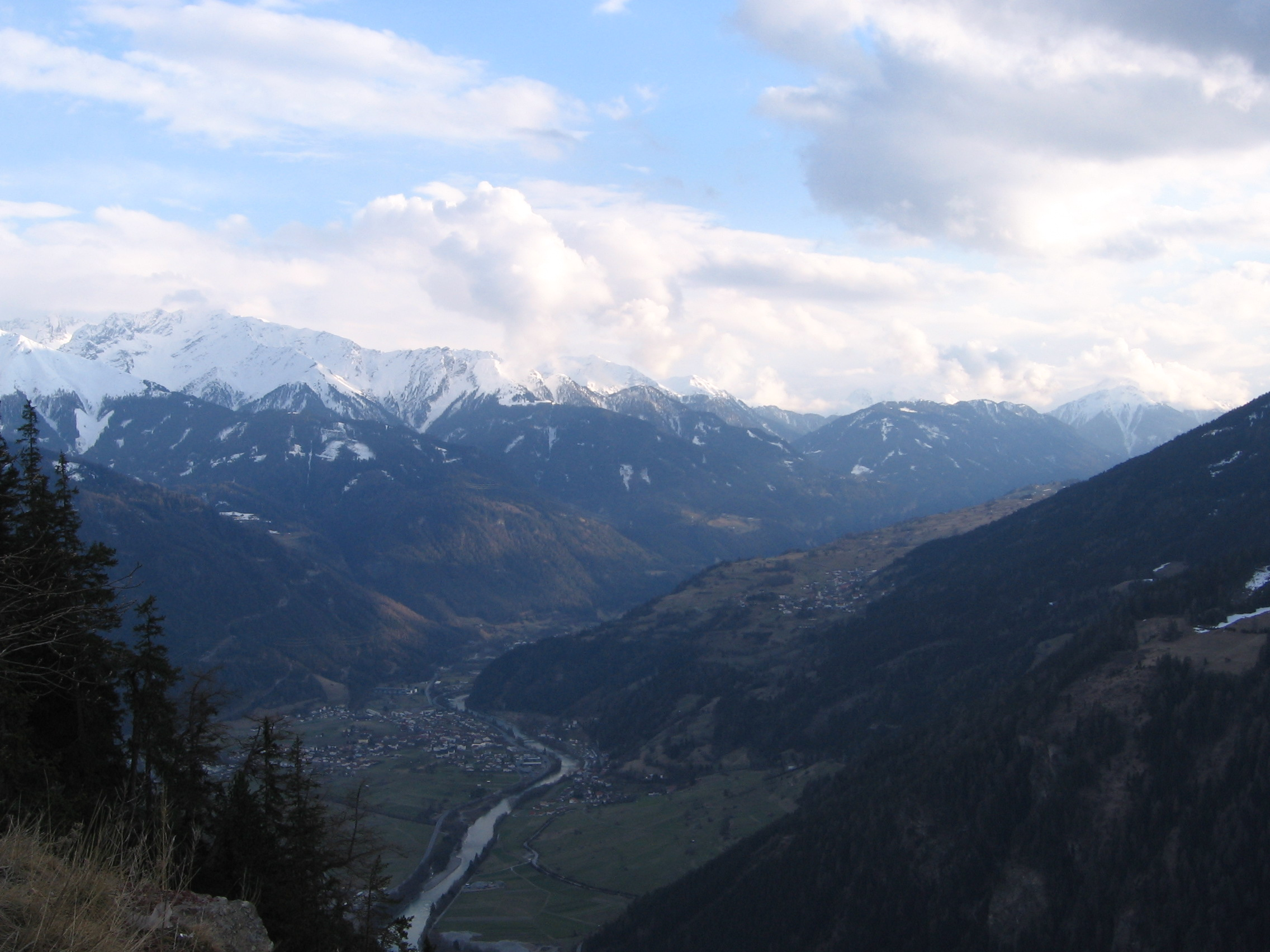
Blik op Prutz vanaf de Pillerhöhe

Prutz is een gemeente in het district Landeck van de Oostenrijkse deelstaat Tirol.
Prutz ligt aan de ingang van het Kaunertal in het Oberes Gericht, in het hoogstgelegen deel van het Oberinntal. De dorpskern ligt op het door de Faggenbach afgezette gesteente aan de monding van de Faggenbach in de Inn. Verder reikt de gemeente nog enkele kilometers in noordelijke richting in het Inndal en in oostelijke richting in het Kaunertal.
Prutz is al sinds de tijd van de Franken een rustpunt en later een halteplaats voor de postkoets. In de akten komt de naam Prutz voor het eerst voor in 1028. De laatgotische paterskerk is in de 17e eeuw in Barokstijl verbouwd. In 1903 is een groot gedeelte van de oude dorpskern door brand verwoest. Desondanks is het typische West-Tiroolse dorpsbeeld met dicht op elkaar staande huizen in het centrum behouden.
In Prutz staat sinds 1964 de krachtcentrale Kaunertalkraftwerk van TIWAG met een capaciteit van ongeveer 681 GWh per jaar. Het water voor de opwekking van de elektriciteit is afkomstig uit het bijna 900 meter hoger gelegen stuwmeer Gepatschspeicher in het Kaunertal.

## Buurgemeenten
Faggen, Fendels, Fließ, Kauns, Ladis, Ried im Oberinntal